# 阪急コミュニケーションズ
株式会社阪急コミュニケーションズ（はんきゅうコミュニケーションズ）は、かつて存在した日本の出版社。通称は、阪コミ、阪急など。
阪急阪神東宝グループに属し、阪急阪神ホールディングスの連結子会社であった。

## 概要
阪急電鉄沿線の観光ガイド本・グルメ本や宝塚歌劇団の機関雑誌『歌劇』、『宝塚GRAPH』、『宝塚おとめ』、演劇専門紙『レプリーク』、阪急電車関係の書籍・絵本等を発売する阪急電鉄創遊事業本部コミュニケーション事業部を母体とし、2003年7月に『ニューズウィーク日本版』、『フィガロジャポン』、『Pen』などを発行していたTBSブリタニカの事業（百科事典除く）と阪急電鉄創遊事業本部コミュニケーション事業部の事業を統合して発足した。
新会社の本社はTBSブリタニカから継承して目黒区に置き、大阪市北区の阪急電鉄本社ビル内（TOKKの編集部門・広告部門と宝塚歌劇関連雑誌の広告部門）と宝塚市の宝塚大劇場内（宝塚歌劇関連書籍・雑誌の編集部門）にも事務所を構えていた。
当時は上記の雑誌の他書籍、デジタル事業、フリーペーパー事業（TOKKなど）、宝塚歌劇検定事業を手がけていた。
2014年10月に事業再編を行い、宝塚歌劇関連事業を宝塚クリエイティブアーツに、フリーペーパー事業と阪急電鉄関連出版事業を阪急アドエージェンシーにそれぞれ譲渡、他の出版事業は新設する株式会社CCCメディアハウスに分割され、同社株式をカルチュア・コンビニエンス・クラブに譲渡、法人としての阪急コミュニケーションズは事業清算された。

## 沿革
- 1990年12月設立

## かつての刊行物
- madame FIGARO japon - 女性ファッション誌で毎月20日発売。
- Pen - 男性向け生活情報誌で毎月1・15日発売。
- ニューズウィーク日本版